# Савино (рабочий посёлок, Савинский район)
Са́вино — посёлок городского типа в Ивановской области России, административный центр Савинского района, Савинского городского и Савинского сельского поселений.
Распоряжением Правительства России Савино включено в список моногородов Российской Федерации с наиболее сложным социально-экономическим положением.

## География

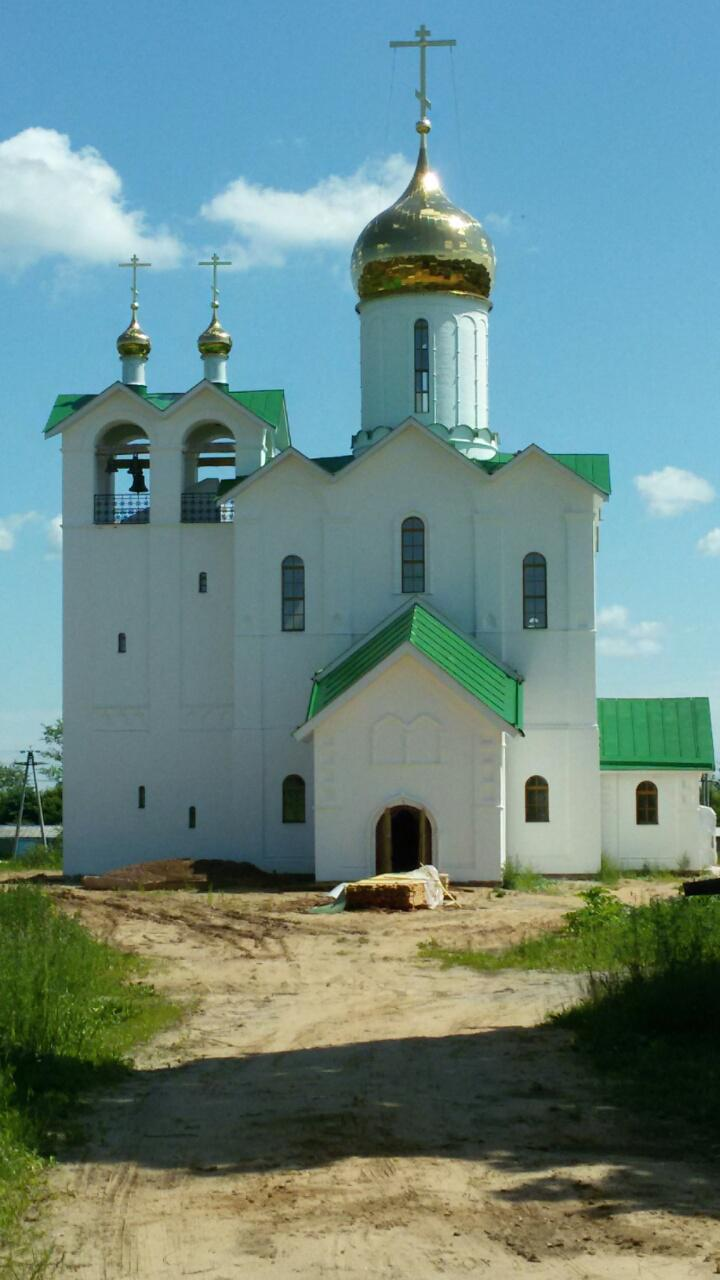
Церковь Михаила Архангела. 2016 год

Посёлок расположен в 61 км к югу от областного центра города Иваново, железнодорожная станция на линии Новки — Иваново.

## История
Посёлок был основан в 1869 году при станции, построенной на открытом в сентябре 1868 года участке Московско-Нижегородской железной дороги от Новок до Иваново-Вознесенска. Изначально станция носила название Егорьевск по близлежащему волостному селу Егорье. Позднее станция и посёлок при ней были переименованы в Савино по названию соседней деревни Савино.
С 1929 года посёлок входил в состав Савинского сельсовета Ковровского района Ивановской Промышленной области. С 25 января 1935 года посёлок является центром Савинского района. В 1938 году Савину присвоен статус посёлка городского типа.

## Население
| 1905  | 1939  | 1959  | 1970  | 1979  | 1989  | 2002  | 2009  | 2010  |
| ----- | ----- | ----- | ----- | ----- | ----- | ----- | ----- | ----- |
| 80    | ↗3331 | ↗6539 | ↗7435 | ↗7469 | ↘7252 | ↘6349 | ↘5836 | ↘5508 |
| 2012  | 2013  | 2014  | 2015  | 2016  | 2017  | 2018  | 2019  | 2020  |
| ↘5430 | ↘5296 | ↘5240 | ↘5193 | ↘5149 | ↘5050 | ↘5009 | ↘4882 | ↘4843 |
| 2021  |       |       |       |       |       |       |       |       |
| ↘4722 |       |       |       |       |       |       |       |       |

Национальный состав
По итогам переписи населения 2020 года проживали следующие национальности (национальности менее 0,1 % и другое, см. в сноске к строке «Другие»):
| Национальность | Численность, чел. | Доля     |
| -------------- | ----------------- | -------- |
| Русские        | 4526              | 95,85 %  |
| Цыгане         | 80                | 1,69 %   |
| Татары         | 13                | 0,28 %   |
| Таджики        | 12                | 0,25 %   |
| Украинцы       | 9                 | 0,19 %   |
| Мордва         | 9                 | 0,19 %   |
| Лезгины        | 6                 | 0,13 %   |
| Армяне         | 5                 | 0,11 %   |
| Другие         | 62                | 1,31 %   |
| Итого          | 4722              | 100,00 % |

## Экономика
Основу экономики посёлка составляют предприятия лёгкой промышленности, а также сельское хозяйство и добыча природных материалов.

### Промышленность
- Ткацкая фабрика «Солидарность». Ведёт свою историю от предприятия, основанного до революции предпринимателем Фёдором Запрудновым и состоявшего из двух корпусов с механическими ткацкими станками. После революции фабрика получила название «Солидарность». В годы первых пятилеток на предприятии под руководством директора Н. А. Долбилова развивалось стахановское движение. В период Великой Отечественной войны фабрику возглавляла Е. Ф. Кирьянова, будущий почётный гражданин города Иваново и посёлка Савино. В 1950-е годы под руководством В. И. Голубева началась реконструкция фабрики. В 1959 году ткачиха Ю. М. Вечерова была удостоена звания Герой Социалистического Труда. В 1970-е годы директор Л. К. Злобин стал лауреатом Государственной премии СССР в области науки и техники за вклад в реконструкцию предприятия[4].
- Швейная фабрика «Надежда». Основана в 1920-х годах как артель промысловой кооперации, члены которой работали на дому. В 1927 году для артели, носившей имя В. И. Ленина, было построено двухэтажное здание. В годы Великой Отечественной войны предприятие выпускало обмундирование для армии. В 1960-х годах артель получила статус фабрики, была проведена реконструкция под руководством директора В. В. Мокрякова, построено новое здание и установлено современное оборудование[4].
- Промкомбинат.

В районе имеются месторождения торфа, гравийного материала и песка.

### Сельское хозяйство
Савино является центром сельскохозяйственного района, специализирующегося на выращивании ржи, пшеницы, овса, ячменя, картофеля. Развито животноводство: разведение крупного рогатого скота, свиней и овец.

## Инфраструктура
В посёлке действуют Савинская основная школа (открыта в 1938 году) и Савинский филиал ОБУЗ «Шуйская центральная районная больница». Ранее в посёлке работала Савинская средняя общеобразовательная школа, основанная в 1935 году (с 1968 года располагалась в новом каменном здании), впоследствии закрытая.

## Культура
- Народный театр драмы и комедии. Расположен в Городском Доме культуры. Театр является дипломантом Первого и лауреатом Второго всесоюзных фестивалей художественного творчества, а также лауреатом областной премии Ленинского комсомола. Долгие годы режиссёром театра была заслуженная артистка РСФСР Л. Г. Адамантова. В 2019 году театр отметил 100-летний юбилей[4].
- Городской Дом ремёсел. В учреждении дети и взрослые обучаются традиционным ремёслам: ткачеству, вязанию, фильцеванию, плетению из бересты, резьбе по дереву, лоскутной технике, изготовлению мягкой игрушки и народной куклы. Четырём мастерам Дома ремёсел присвоено звание «Мастер — золотые руки»[4].

## Достопримечательности
В посёлке расположена действующая Церковь Михаила Архангела, построенная в 2013—2016 годах.

## Известные жители
- Лопатин, Алексей Васильевич (1915—1941) — уроженец Савинского района, начальник 13-й пограничной заставы Владимир-Волынского отряда, Герой Советского Союза (посмертно). В Народном театре Савино была поставлена пьеса о его подвиге[4].
- Баканов, Сергей Семёнович — выпускник Савинской средней школы, заместитель главного конструктора по космическим двигателям[4].
- Вечерова, Юлия Михайловна (1932—2017) — ткачиха фабрики «Солидарность», Герой Социалистического Труда (1959)[4].
- Злобин, Леонид Ксенофонтович — директор ткацкой фабрики «Солидарность», лауреат Государственной премии СССР в области науки и техники[4].
- Кирьянова, Елизавета Фёдоровна — директор ткацкой фабрики «Солидарность» в годы Великой Отечественной войны, почётный гражданин города Иваново и посёлка Савино[4].
- Адамантова, Людмила Григорьевна (1919—2005) — Заслуженный артист РСФСР, многолетний режиссёр Савинского народного театра[4].